# レ・ミル収容所
レ・ミル収容所（レ・ミルしゅうようじょ、Camp des Milles）は、南仏エクス＝アン＝プロヴァンス（ブーシュ＝デュ＝ローヌ県）レ・ミル（マルセイユの北約25キロ）の強制収容所であり、1939年9月から1942年末までの3年間に世界38か国の出身者約1万人が収容された。抑留者にはマックス・エルンスト、ハンス・ベルメールなどドイツ出身の芸術家・知識人が多かった。フランスに建物として残っている唯一の大規模な収容所であり、1983年に歴史的記念物に指定され、2012年に記憶の継承と市民教育のための記念館が設立された。

## 歴史
この建物の歴史は、3期に大別される。

### フランス第三共和政下（1939年9月 - 1940年6月）

#### 背景
レ・ミル収容所はもともと、マルセイユの大実業家エドゥアール・ラストワン（ラストワン家）らによって1882年に設立された地中海瓦製造工場協会が建設した煉瓦・屋根瓦製造工場であり、多くの附属施設を含む4階建ての工場の敷地面積は46,800 m²であった。1938年に生産を中断した後、レ・ミル駅に転用され、1939年8月にフランス軍に徴用された。

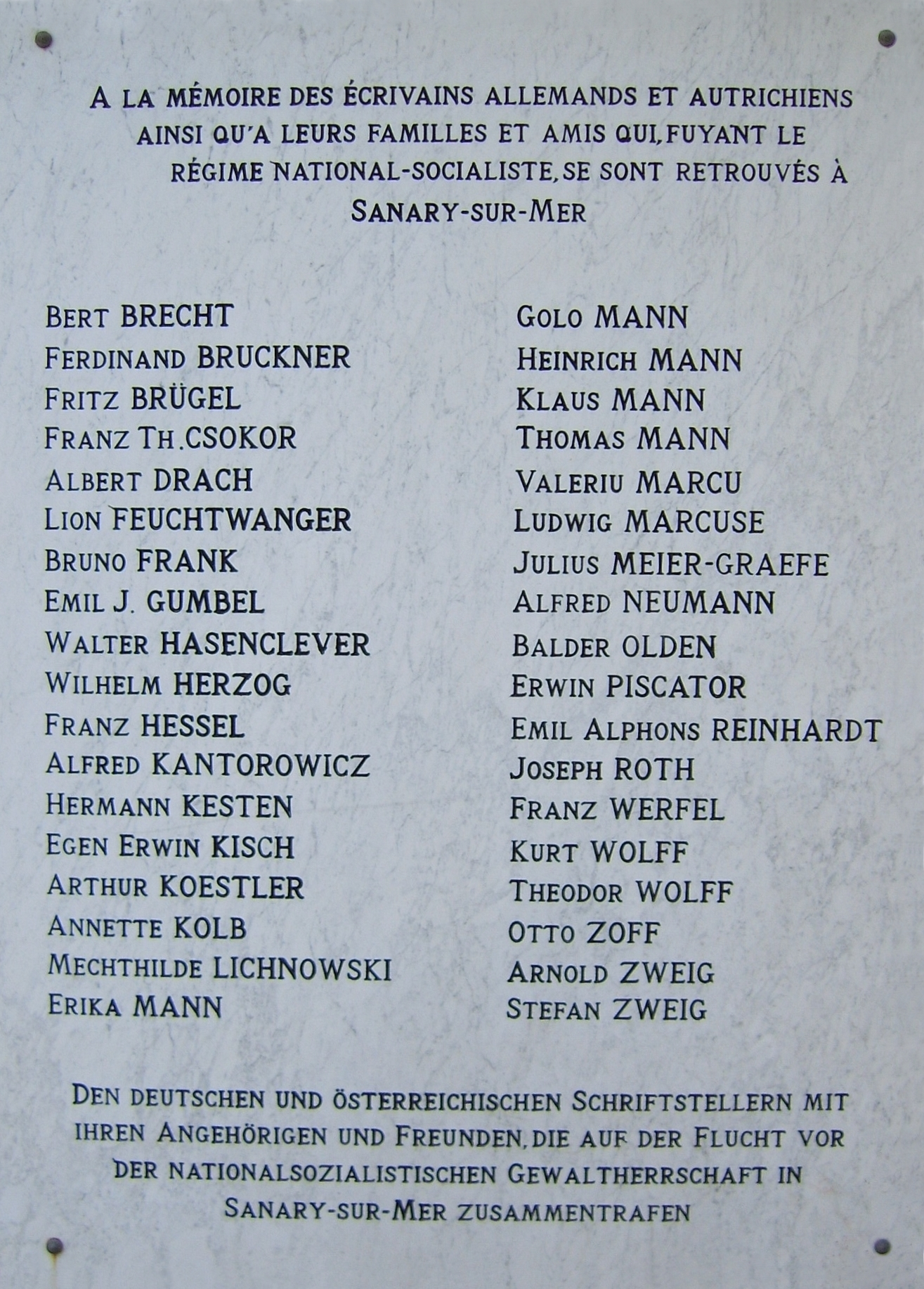
国家社会主義ドイツ労働者党政権を逃れて（フランスに亡命し）ナサリー＝シュル＝メールに集まったドイツ、オーストリアの作家、およびその家族と友人に捧げる記念碑

1939年9月1日、ドイツがポーランドに侵攻し、第二次世界大戦が勃発。これを受けて9月3日にフランスと英国がドイツに宣戦布告。ダラディエ内閣は、すでに1938年11月12日の政令により、「国の安全に対する有害な活動のために」追放すべき「敵性外国人」について定めていたが、1939年の開戦直後に「国防・治安を脅かすおそれのある」すべての個人を収監するという法案を可決し、同年9月5日に、17歳から50歳までのドイツ人とオーストリア人（ヒトラー内閣成立後にドイツ国籍を剥奪された無国籍者を含む）の一覧を「国家の敵」として発表した。この結果、外人部隊に所属するドイツ人、ユダヤ人または「退廃芸術」作品を制作した芸術家としてドイツ国籍を剥奪された者、さらには祖国ドイツにおけるナチズムを逃れてフランスに亡命した反ファシストすら敵性外国人として逮捕され、主にフランス南部の収容所に送られた。レ・ミル収容所のほか、アリエージュ県のル・ヴェルネ収容所、ピレネー＝アトランティック県のギュルス収容所も当初はこのようなフランス政府（第三共和政）の強制収容所であった。レ・ミル収容所は第15軍管区（現在のプロヴァンス＝アルプ＝コート・ダジュール地域圏、アルデシュ県、ガール県）に属し、主にこの地域に居住する外国人が収容されたが、この収容所には、特に多くの芸術家や知識人が収監された。これは、1933年のヒトラー内閣成立後、祖国を追われたドイツ人、オーストリア人、ユダヤ人の多くがこの地域に隠れ住んでいたからであり、たとえば、ヴァール県（プロヴァンス＝アルプ＝コート・ダジュール地域圏）の漁港サナリー＝シュル＝メールは、ドイツから亡命した200人以上の文学者・思想家が集まる避難所であり、テオドール・アドルノは「ドイツ文学の首都」と称するほどであった。

以下は、レ・ミルに収容された主な芸術家・知識人である。特に芸術家が多かったため、かつてまだ貧しかったピカソ、モディリアーニらの芸術家が住んでいたモンマルトルにならって「レ・ミルのモンマルトル」と呼ばれた。
画家
- マックス・エルンスト
- ハンス・ベルメール
- ロベルト・リープクネヒト（ドイツ語版）（共産主義の政治家カール・リープクネヒトの息子）
- エリック・イゼンビュルガー（ドイツ語版）
- フェルディナント・シュプリンガー（フランス語版）
- ヴェルナー・ラーベス (Werner Laves)
- レオ・マルシュッツ（英語版）
- フランツ・マイヤー (Franz Meyer)
- ヴォルス（アルフレート・オットー・ヴォルフガング・シュルツェ）
- マックス・リングナー（ドイツ語版）
- カール・ロベルト・ボデク（ドイツ語版）
- グスタフ・エールリッヒ（フランス語版）（通称ギュス、ポーランド生まれの挿絵画家・風刺画家）

彫刻家
- ペーター・リップマン＝ヴルフ (Peter Lipman-Wulf)

建築家
- コンラート・ヴァックスマン（ドイツ語版）

著述家
- アルフレート・カントロヴィチ（ドイツ語版）（作家・随筆家）
- ゴーロ・マン（ドイツ語版）（歴史学者・哲学者、トーマス・マンの息子）
- リオン・フォイヒトヴァンガー（小説家・劇作家）
- ヴァルター・ハーゼンクレーバー（ドイツ語版）（ドイツ表現主義の詩人・劇作家）
- フランツ・ヘッセル（ドイツ語版）（作家・言語学者）
- フリードリヒ・ヴォルフ（医師・作家）

音楽家・俳優
- エーリッヒ・イトル・カーン（作曲家）
- エルンスト・モースバッハー（Ernst Mosbacher、歌手）
- ヨーゼフ・シュミット（歌手・俳優）
- レオ・クルツァー、ジークフリート・クルツァーの兄弟（Léo & Siegfried Kurzer、歌手）
- フリードリヒ・シュラム（Friedrich Schramm、俳優）
- マックス・シュレーディンガー（Max Schlesinger、音楽家・劇団主宰者）

科学者
- オットー・マイヤーホフ（1922年ノーベル生理学・医学賞）
- タデウシュ・ライヒスタイン（1950年ノーベル生理学・医学賞）

下士官約30人を率いる第156地域連隊第4大隊のシャルル・ゴリュション大尉がレ・ミル収容所の所長であった。監視にあたった兵士約150人は抑留者と同じような扱いを受けた。工場2階の物干し場を兼ねた共同寝室は吹きさらしで砂埃が舞い込み、夏は暑く、冬はミストラルが吹き込んだ。藁布団にはノミや南京虫が寄生し、衛生は皆無に近かった。抑留者は朝6時半（夏季は5時半）に点呼を受け、煉瓦造りに従事させられた。
1940年のドイツ軍の侵攻前に解放されたユダヤ系ドイツ人の小説家・劇作家リオン・フォイヒトヴァンガーは、米国亡命後の1941年に、レ・ミル収容所での生活を描いた『フランスの悪魔』を発表し、「我々の大半がたった一つのこと、すなわち、マルセイユへ行くことだけを考えていた」と述懐している。マルセイユに逃げのびることができたら、マルセイユ港から出航してリスボンに向かうか、ピレネー山脈を越えてスペインに向かうか、あるいは他の島々を経由するなどして米国へ亡命する可能性が開かれるからである。彼はまた、「1940年にフランスで出くわした悪魔は、我々を迫害することにサディスティックな喜びを感じる倒錯した悪魔であったとは思わない。むしろ、杜撰さ、粗忽さ、不寛容、体制順応、旧弊という悪魔であり、すなわち、フランス人が《ジュ＝マン＝フーティスム（我関せず焉）》と呼ぶ悪魔であったと思う」と書いている。

#### 芸術活動
だが、ドイツ軍のフランス侵攻前のこの時期は、規律面ではこれ以後の時期または他の収容所ほど厳しくなく、ゴリュション大尉は抑留者が中庭で礼拝を行うことを許可し、非戦闘員として外人部隊への配属・再配属や夫役を希望する場合は、収容所から解放することもあった。ハンス・ベルメールはここで看守や将校、抑留者の素描を多く描いており、ゴリュション大尉の素描も残っている。ゴリュション大尉は、礼拝を許可するだけでなく、むしろ抑留者を励ますために芸術活動を続けるよう促した。旧瓦製造工場のこの建物の地下には煉瓦や屋根瓦を焼くための巨大な窯がいくつもあった。彼らはこの空間を文芸サロン、劇場、コンサートホールとして使用した。窯の入口には、戦前にベルリンにあったキャバレーの名前に因んでドイツ語で「ディー・カタコンベ（地下墓地）」と書かれていた。サッカー選手は若者のトレーニングを開始し、作家は講演会を開催し、『ラ・ポム・ド・テール（じゃがいも）』と題する新聞を作った。室内楽団や合唱団、劇団も結成された。楽器には壊れたアコーディオンや空き缶などを使った。戯曲『ラジオ＝ミル』や『白馬亭にて』をもじったオペレッタ『真っ白ではない馬の宿にて』が制作・上演された。
1938年の夏からレオノーラ・キャリントンとともにサン＝マルタン・ダルデシュ（オーヴェルニュ＝ローヌ＝アルプ地域圏、アルデシュ県）に住んでいたマックス・エルンストは、1939年10月に逮捕・収監された。1922年にエルンストの不法入国を助けて自宅に迎え入れて以来、芸術活動においても最も親しかったポール・エリュアールがアルベール・サロー内相にエルンストの保釈を求める手紙を書いたために、12月末に解放されたが、翌40年6月に今度はゲシュタポに逮捕されて、再びレ・ミル収容所に送られた。彼は収容所で1939年に素描《無国籍者》を制作し、同室のハンス・ベルメールと《創作、想像の産物》を共同制作している。また、収容所が元煉瓦製造工場であり、実際、積み重ねられた煉瓦の中で暮らしていたことから、《マックス・エルンストの肖像》をはじめとするベルメールの肖像画の多くに煉瓦が描かれ、煉瓦で作られた肖像のように見える。

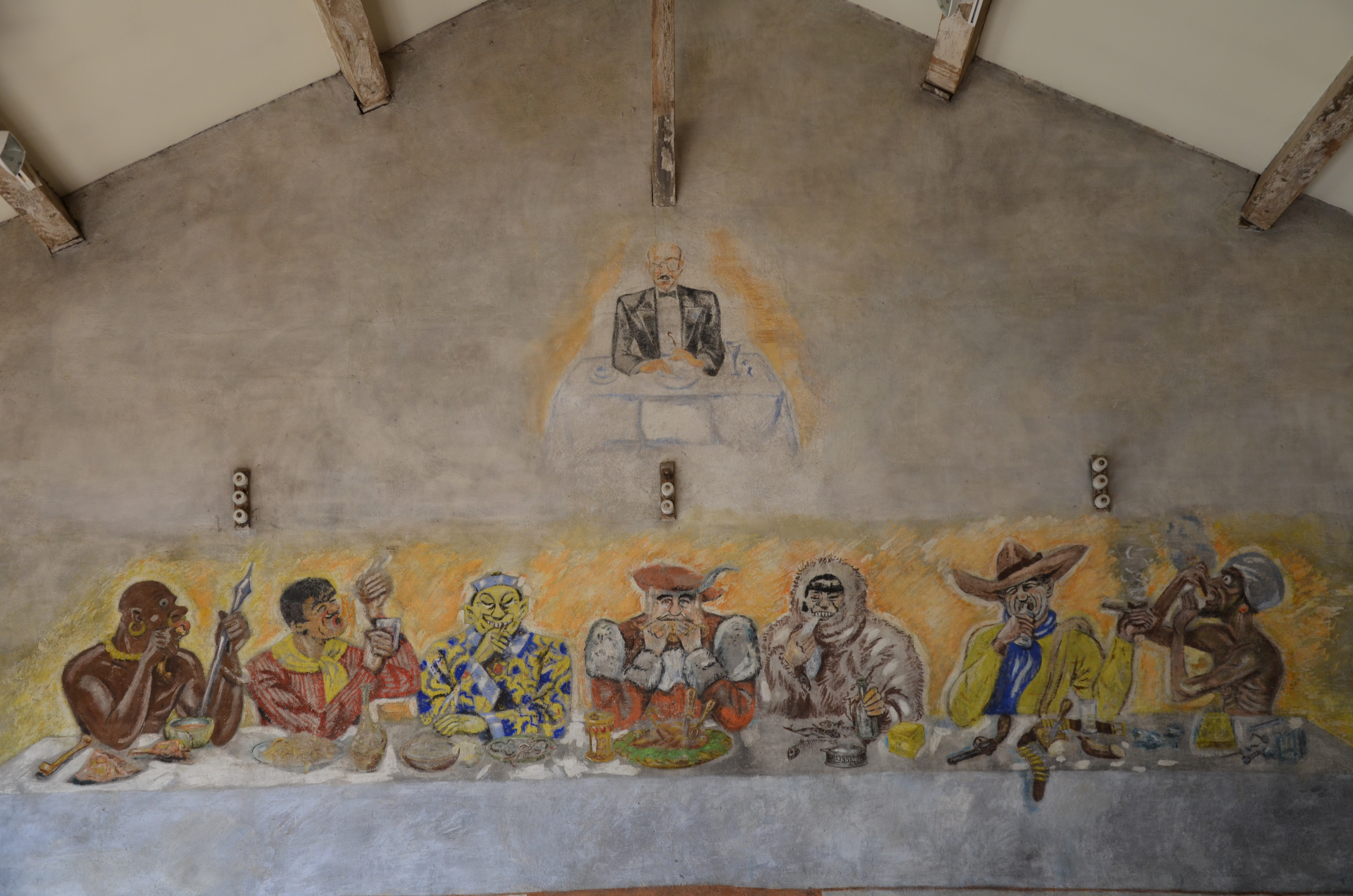
カール・ボデク作とされる壁画《諸国の宴》

この間に400点以上の作品が制作された。画家カール・ボデクは素描教室を開いた。収容所の壁に描かれたフレスコ画は大半がボデク作とされるが、その多くは看守の食堂に描かれ、後に「壁画の間」と呼ばれることになった。モデルは他の抑留者であった。ややグロテスクで滑稽な絵が多く、ある元抑留者は、「彼（ボデク）のお蔭で塞ぎの虫を追い払うことができた」と語っている。最も大きな壁画は《諸国の宴》と題する作品で、7か国の民族を表わす人物が同じ食卓に着いて、楽しげに食事をしている。これは、レ・ミルに収容された民族・国籍の多様性を象徴するものである。ボデクは後にアウシュヴィッツ強制収容所に送られ、殺害された。

#### レ・ミル ― 自由の列車
約8か月にわたる奇妙な戦争の後、1940年5月10日、ドイツ軍はオランダ、ベルギー、ルクセンブルク、次いでフランスに侵攻した。6月14日にパリ陥落、6月22日に独仏休戦協定が締結された。

朱色：ドイツ軍の占領地帯（バイヨンヌがある大西洋沿岸部は禁止地域）、紫色：ヴィシー政府が統治する自由地域

6月21日、詩人・劇作家のヴァルター・ハーゼンクレーバーがバルビツール酸系薬剤を飲んで服毒自殺した。ドイツ軍がレ・ミル収容所を空襲した直後で、みな、差し迫る危険に怯えきっていた。ゴリュション大尉は、このとき、抑留者2,500人を解放する決断を下した。レ・ミル駅からバイヨンヌに向かう列車に乗せる計画を立てたのである。この定員の2倍以上の「乗客」を乗せた「自由の列車」は6月22日にレ・ミル駅を出発し、カルカソンヌ経由でバイヨンヌに向かった。バイヨンヌ港には船が用意されていたが、まもなくドイツ軍が到着するという報告を受けて、急遽、内陸部のルルドに引き返した。独仏休戦協定が締結されたのを知ったのはこのときであり、バイヨンヌを含む大西洋沿岸部は、ドイツ軍の占領地域のうちでも禁止地域とされたのである。
こうした解放の経緯は、セバスティアン・グラル監督により1995年に『レ・ミル ― 自由の列車』として映画化された。ゴリュション大尉（映画ではペロション司令官）を演じたのはジャン＝ピエール・マリエール、リオン・フォイヒトヴァンガー役はリュディガー・フォーグラー、ほかにフィリップ・ノワレ、クリスティン・スコット・トーマス、ティッキー・オルガド、フランソワ・ベルレアン、フランソワ・ペローらが出演し、音楽はアレクサンドル・デスプラである。

### ヴィシー政権下（1940年7月 - 1942年7月）
独仏休戦協定締結後のこの時期には主に南西部の収容所の抑留者がレ・ミル収容所に移送された。主に、国際旅団の元（外国人）義勇兵、およびラインラント＝プファルツ州、ヴュルテンベルク、バーデン領邦から追放されたユダヤ人であった。1940年11月からはフランス内務省の管轄下に置かれ、個人、団体または国内外の関連組織の助力を得て、合法、非合法を問わず、海外県・海外領土へ（さらには他国へ）移住するための唯一の通過収容所となった。このような支援団体の一つが、フランスに居住するユダヤ人や反ナチ運動家らを米国に疎開させるために、エレノア・ルーズベルトの支援によって結成された緊急救助委員会 (ERC) であり、同委員会によりマルセイユに派遣された米国のジャーナリスト、ヴァリアン・フライらであった。彼はアンドレ・ブルトン、マルセル・デュシャン、バンジャマン・ペレ、マルク・シャガールら2,000人以上を主に米国に亡命させることになる。だが、この間にレ・ミル収容所の環境は悪化の一途をたどった。

### 絶滅収容所への移送（1942年8月・9月）
レ・ミルはドイツ軍による占領地域ではなく、ヴィシー政府が統治する自由地域であったが、ドイツ軍が自由地域の占領を開始する1942年11月11日より前にすでに、レ・ミル収容所から2,000人以上のユダヤ人がドランシー収容所やリヴサルト収容所を経由して、ドイツ国内の絶滅収容所に送られた。ヴィシー政府は自由地域から10,000人のユダヤ人を強制収容所に移送することに同意したのである。8月3日、レ・ミル収容所は閉鎖された。この地域の女性や子どものユダヤ人がレ・ミル収容所に集められ、政治亡命者やフランス軍に従軍した外国人を含む他の抑留者とともに5つの輸送部隊（列車）でアウシュヴィッツに送られた。同年4月に首相に復帰したピエール・ラヴァルは対独協力政策を主導し、16歳未満の子どもも強制移送することを提案したが、当初はまだ、ユダヤ人の子どもたちを救助団体に引き渡すことができたため、8月10日に5歳から18歳までの70人が解放された。9月以降は通過所となり、最後に残っていた少数の抑留者が12月に移送された。ドイツの収容所のうちアウシュヴィッツ強制収容所に送られたユダヤ人は約1,500人であった。

## 記憶の継承

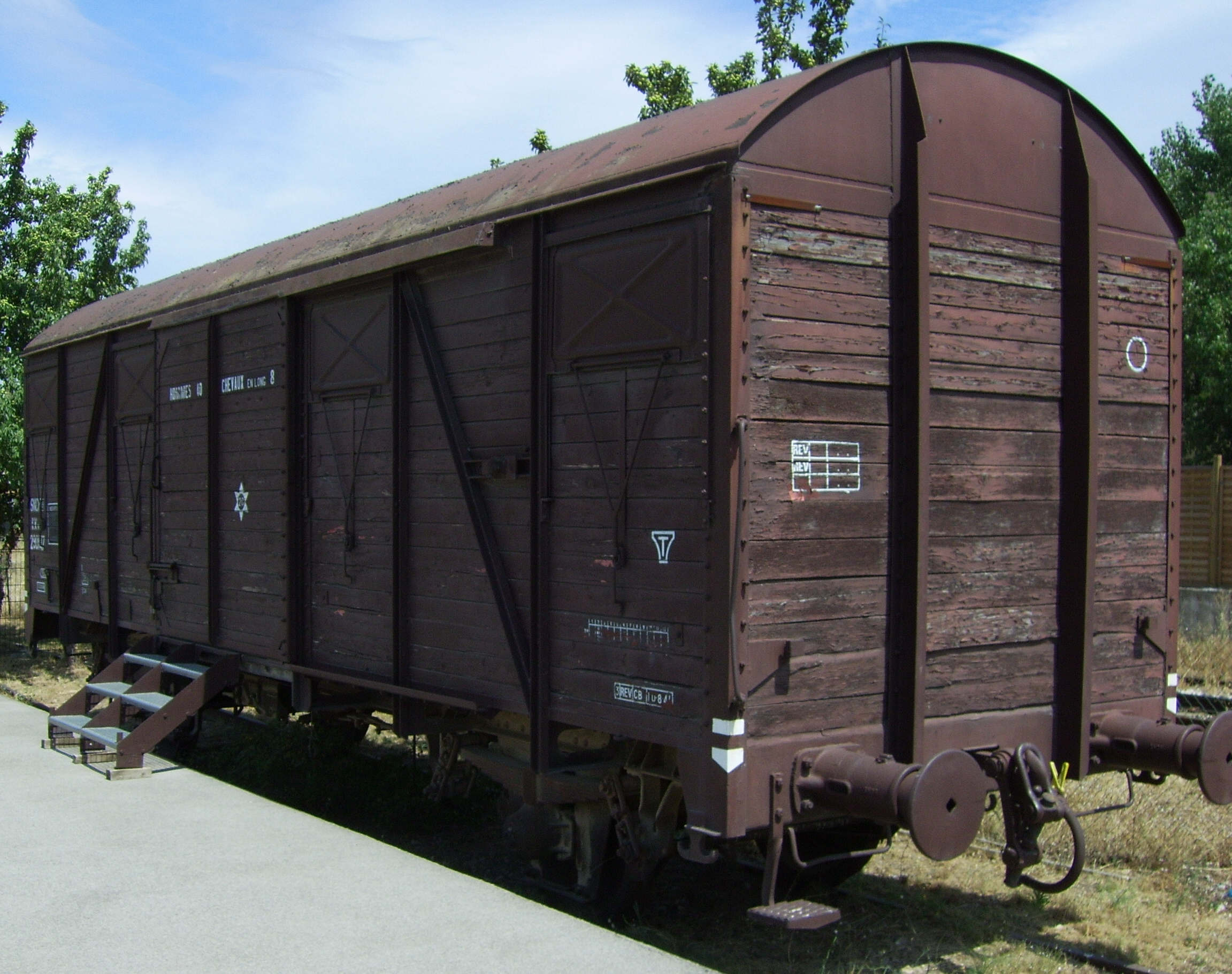
強制移住の記念物として使用された車両（ただし、1952-1964年に製造）

レ・ミル収容所はフランスに現存する唯一の大規模な強制収容所であり、1983年11月3日に歴史的記念物に指定された。
2009年2月25日にミシェル・アリヨ＝マリー内相の政令により、レ・ミル収容所に関する記憶の継承と市民教育を目的とする公益非営利団体「レ・ミル収容所財団 ― 記憶と教育」が設立され、さらに2012年に「レ・ミル収容所施設・記念館」が開設された。国立科学研究センターのアラン・シュラキが同財団の会長に就任し、協賛者は、元欧州議会議長・ショア記念館元会長のシモーヌ・ヴェイユ、ノーベル平和賞を受賞した作家のエリ・ヴィーゼル、アウシュヴィッツ強制収容所移送者友の会マルセイユ・プロヴァンス会長のドゥニーズ・トロス＝マルテル（いずれもアウシュヴィッツ生還者）、および膨大な強制収容所移送者記録名簿を作成し、ナチ・ハンターとしても知られる歴史学者・弁護士のセルジュ・クラルスフェルト（レ・ミル収容所財団友の会会長）である。シモーヌ・ヴェイユは、「レ・ミル収容所を訪れ、（壁に描かれた）絵をじっと見つめながら、彼らの苦しみ、さらには「夜と霧」の中に消えてしまう前にこれらを描いた彼らの勇気を思い、深い感慨に打たれた。彼らのことを胸に刻み、彼らの最後の作品を守り続けよう。これらは、我々へのメッセージなのだから」と語っている。
2012年9月10日にジャン＝マルク・エロー首相とアラン・シュラキ会長により記念館の開館式が行われた。このとき、フランス政府は「ヴィシー政府の犯罪性を公式に謝罪した」。
2013年には、レ・ミル収容所財団とエクス＝マルセイユ大学によるユネスコチェア事業 として、市民教育のための高等教育機関の国際連携組織が結成された。

## 参考資料
- Histoire d'un Camp - Site-Mémorial du Camp des Milles - Aix-en-Provence (公式ウェブサイト・歴史)
- Alain Paire (2015), Le camp des Milles : internements et déportations, 1939-1942 - Galerie d'art Alain Paire -  Aix en Provence.
- Le Camp des Milles, United States Holocaust Memorial Museum - Holocaust Encyclopedia (アメリカ合衆国ホロコースト記念博物館)
- Robert Mencherini (2012), Camp des Milles - Internement, transit, deportation - Métamorphoses arts & communication.
- Olivier Bertrand (2012), Camp des Milles : «Parti sans laisser d’adresse» - Libération (『リベラシオン』誌)
- Michel Henry (2007), Mémoire du camp des artistes - Libération (『リベラシオン』誌)